# Roland Lundberg
Lars Erik Roland Lundberg (i riksdagen kallad Lundberg i Malmö), född 16 april 1919 i Stockholm, död 14 april 2007 i Malmö, var en svensk direktör och politiker (höger). Han var bror till Ulla Jacobsson.
Familjen flyttade 1920 till Malmö, där Lundberg utexaminerades från Malmö handelsgymnasium 1936. Han blev korrespondent vid det av fadern 1923 grundade AB Ruben Lundberg (numera Caldic Sweden AB) 1936 och försäljare 1938. Efter faderns frånfälle 1941 fick han avbryta sina studier vid Handelshögskolan i Stockholm och blev direktör för nämnda företag samt var innehavare och styrelseledamot 1942–1974. Han var reservofficer vid Dalregementet (I 13) 1943–1962 och befälsanställd i Civilförsvaret från 1962. 
Lundberg var ledamot av Malmö stadsfullmäktige 1959–1965 och kommunfullmäktige 1970–1984, drätselkammaren 1960–1964, vice ordförande i fastighetsnämnden 1971–1976, i kommunstyrelsen 1974–1982, ledamot hamndirektionen från 1956, idrottsstyrelsen 1952–1963 samt av riksdagens första kammare 1965–1968, invald i Malmöhus läns med Malmö stad valkrets.